# Wildwood (Missouri)
Wildwood – miasto w Stanach Zjednoczonych, w stanie Missouri, w hrabstwie St. Louis.